# Cronaca Bizantina

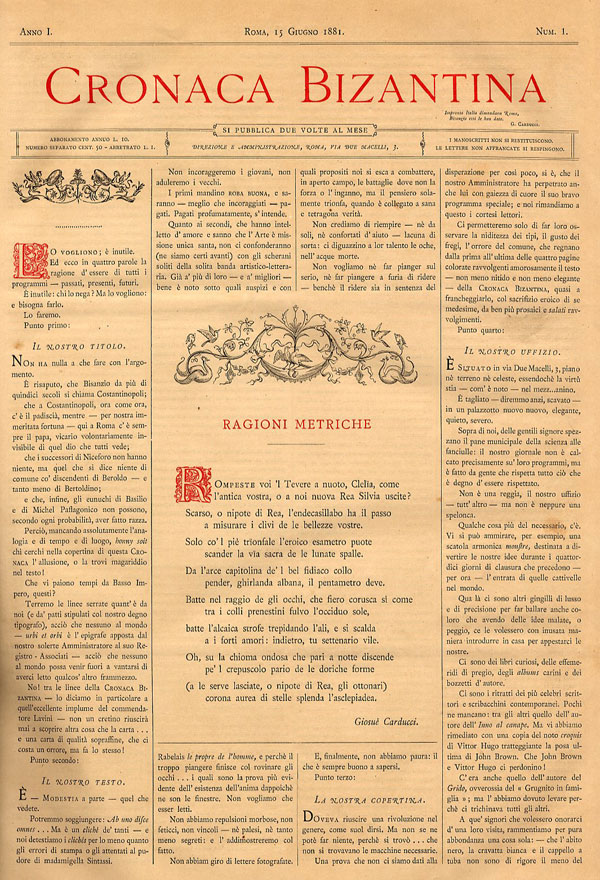
Pierwszy numer „Cronaca Bizantina”, 1881

Cronaca Bizantina – włoski dwutygodnik o tematyce społecznej i artystycznej, ukazujący się w Rzymie w latach 1881-1886. 

## Historia
Pierwszy numer „Cronaca Bizantina” ukazał się 15 czerwca 1881 roku. Wydawcą pisma był Angelo Sommaruga. Nazwa periodyku nawiązywała do końcowej strofy wiersza Giosuè Carducciego Per Vincenzo Caldesi otto mesi dopo la sua morte (Do Vincenza Caldesiego osiem miesięcy po jego śmierci), w którym poeta stwierdza, że współczesna mu Italia przywodzi na myśl raczej upadające Bizancjum niż potężny starożytny Rzym. W numerze inauguracyjnym zamieszczono na pierwszej stronie pisany dystychem elegijnym utwór Carducciego sławiący dawne miary wierszowe. Na łamach pisma publikowali między innymi Matilde Serao, Nicola Misasi, Ferdinando Petruccelli della Gattina, Guido Mazzoni, Enrico Nencioni, Giovanni Pascoli i Gabriele D’Annunzio. W „Cronaca Bizantina”, która z założenia prowadziła walkę ze skostniałym systemem społecznym, zamieszczano jednak często ciekawostki z życia wyższych sfer i opisy środowiskowych skandali.
Ostatni numer ukazał się 26 marca 1886 roku.